# Live from SoHo
Live from SoHo е вторият албум на живо на американската поп-рок група Maroon 5. Записан е в Soho Apple Store в Ню Йорк, САЩ.

## Списък с песните
1. If I Never See Your Face Again – 4:53
2. Makes Me Wonder – 4:17
3. Little of Your Time – 2:34
4. Wake Up Call – 4:10
5. Won't Go Home Without You – 3:59
6. Nothing Lasts Forever – 4:00